# Diocesi di Beja
La diocesi di Beja (in latino Dioecesis Beiensis) è una sede della Chiesa cattolica in Portogallo suffraganea dell'arcidiocesi di Évora. Nel 2022 contava 174.874 battezzati su 211.707 abitanti. È retta dal vescovo Fernando Maio de Paiva.

## Territorio
La diocesi comprende il distretto di Beja e tre comuni (concelhos) del distretto di Setúbal (Grândola, Santiago do Cacém e Sines).
Sede vescovile è la città di Beja, dove si trova la cattedrale di San Giacomo il Maggiore.
Il territorio si estende su 12.300 km² ed è suddiviso in 121 parrocchie, raggruppate in 6 arcipreture: Almodôvar, Beja, Cuba, Moura, Odemira e Santiago do Cacém.

## Storia
La diocesi di Beja trae origine dall'antica diocesi di Pax Iulia, nella provincia romana della Lusitania, suffraganea dell'arcidiocesi di Emerita Augusta. Di questa antica sede episcopale, forse eretta nel IV secolo come testimonierebbero le emergenze archeologiche, si conoscono i nomi di sette vescovi, che presero parte ai concili dell'epoca visigotica dal 531 al 693. Il primo vescovo certo è sant'Apringio, di cui parla Isidoro di Siviglia e autore di un commento al libro dell'Apocalisse. Cronache medievali, riprese da autori del Cinquecento e del Seicento, aggiungono i nomi di altre tre vescovi (Domiciano, Urso e Isidoro), di cui tuttavia non si hanno riscontri storici. Negli atti degli ultimi concili di Toledo si trova la dicitura episcopus Pacensis o ecclesia Pacensis, indizio che la città aveva perso il suo nome romano ed acquisito quello di Pace, che diventerà Beja in epoca araba. Proprio con l'arrivo degli Arabi si interruppe la successione dei vescovi e la diocesi venne de facto soppressa.
Il primo tentativo di restaurare l'antica sede episcopale Pacensis fu fatto nel XVI secolo per opera del cardinale Enrico, arcivescovo di Évora, che propose di dividere la sua immensa arcidiocesi, con la creazione di due sedi episcopali a Beja e a Elvas, a profitto di una migliore azione pastorale. Il progetto trovò la viva opposizione del capitolo della cattedrale, il quale tuttavia non riuscì a fermare la creazione della diocesi di Elvas (1570). Beja per il momento rimase ancora soggetta a Évora.
L'attuale diocesi fu eretta il 10 luglio 1770 con il bolla Agrum universalis Ecclesiae di papa Clemente XIV, ricavandone il territorio dall'arcidiocesi di Évora. Divenne cattedrale la chiesa del collegio dei Gesuiti, dedicata a San Sizenando. Alla nuova diocesi fu dato il nome ecclesiastico di ecclesia Beiensis perché, per un'errata interpretazione delle fonti storiche, il titolo Pacensis era stato attribuito alla chiesa di Badajoz, ritenuta l'erede della dioecesis Pacensis dell'epoca visigotica.
Primo vescovo della nuova diocesi fu il terziario francescano Manuel do Cenáculo Vilas Boas, che si adoperò per l'organizzazione della sua diocesi, istituì una scuola di scienze ecclesiastiche per la formazione del clero, un'accademia ecclesiastica a Beja, un museo e una biblioteca diocesana.
Nel 1834 con la soppressione degli ordini religiosi decretata dal ministro Joaquim António de Aguiar si apre un periodo di crisi per la diocesi, che coincide con una sede vacante durata undici anni.
Nel 1881, al momento del riordino delle diocesi portoghesi stabilito dalla bolla Gravissimum Christi di papa Leone XIII, la diocesi contava 114 parrocchie con 173.373 fedeli.
Il 3 luglio 1884 il vescovo António Xavier de Sousa Monteiro istituì il seminario diocesano e diede un impulso decisivo per rivitalizzare l'azione pastorale ed educativa della diocesi.
La proclamazione della repubblica del 5 ottobre 1910 fu accompagnata da moti anticlericali, ferocemente aggressivi, che porteranno alla chiusura di tutte le chiese della diocesi. La cattedrale di San Sizenando fu confiscata; successivamente divenne pro-cattedrale la chiesa del Santissimo Salvatore. Il vescovo Sebastião Leite de Vasconcellos dovette fuggire, trovando rifugio a Siviglia e a Roma, mentre la diocesi fu governata da vicari generali fino al 1922.
Negli anni venti la situazione ritornò alla normalità: il vescovo José do Patrocínio Dias fece il suo ingresso in diocesi nel 1922; nel gennaio del 1924 fondò il giornale diocesano "Eco Pacense".
Il 14 novembre 1924 la cattedrale fu traslata nella chiesa di San Giacomo il Maggiore con il decreto Reverendissimum Pater della Sacra Congregazione Concistoriale.
Il 14 novembre 1925 il vescovo Dias eresse il capitolo cattedrale e il seminario di Serpa. Negli anni successivi il vescovo proseguì la sua opera: il 18 gennaio 1928 fondò un altro seminario a Beja; il 4 giugno 1937 inaugurò la cattedrale restaurata, che verrà consacrata il 31 maggio 1946; il 13 ottobre 1940 inaugurò il nuovo seminario diocesano.
Il 12 gennaio 1967, con la lettera apostolica Spiritu Divino, papa Paolo VI ha proclamato San Giuseppe Lavoratore patrono principale della diocesi.

## Cronotassi dei vescovi
Si omettono i periodi di sede vacante non superiori ai 2 anni o non storicamente accertati.

### Vescovi di Pax Iulia
- Domiciano ? †
- Sant'Apringio † (menzionato nel 531)
- Urso ? †
- Palmácio † (menzionato nel 589)
- Lauro † (menzionato nel 597)
- Modário † (menzionato nel 633)
- Teodoreto† (menzionato nel 646)
- Adeodato † (prima del 653 - dopo il 666)
- João † (prima del 681 - dopo il 693)
- Isidoro ? †

### Vescovi di Beja
- Manuel do Cenáculo Vilas Boas, T.O.R. † (5 marzo 1770 - 9 agosto 1802 nominato arcivescovo di Évora)
- Francisco Leitão de Carvalho † (9 agosto 1802 - 21 settembre 1806 deceduto)
- Joaquim do Rosario Vieira, O.F.M. † (3 agosto 1807 - 8 settembre 1808 deceduto)
  - Sede vacante (1808-1820)
  - Emmanuel de Sousa Carvalho, M.I. † (19 dicembre 1814 - ? deceduto) (vescovo eletto)[3]
- Luís da Cunha de Abreu e Melo † (28 agosto 1820 - 9 agosto 1833 deceduto)
  - Sede vacante (1833-1844)
- Manuel Pires de Azevedo Loureiro † (22 gennaio 1844 - 26 settembre 1848 deceduto)
- José Xavier de Cerveira e Sousa † (28 settembre 1849 - 15 aprile 1859 nominato vescovo di Viseu)
- José António da Mata e Silva † (20 giugno 1859 - 13 luglio 1860 nominato arcivescovo di Évora)
- Antonio da Trindade de Vasconcellos Pereira de Melo † (18 marzo 1861 - 1º ottobre 1863 nominato vescovo di Lamego)
  - Sede vacante (1863-1883)
- Antonio Saverio de Souza Monteiro † (9 agosto 1883 - 1º giugno 1906 deceduto)
- Sebastião Leite de Vasconcellos † (19 dicembre 1907 - 15 dicembre 1919 dimesso[4])
- José do Patrocínio Dias † (16 dicembre 1920 - 24 ottobre 1965 deceduto)
- Manuel Dos Santos Rocha † (14 dicembre 1965 - 8 settembre 1980 ritirato)
- Manuel Franco da Costa de Oliveira Falcão † (8 settembre 1980 succeduto - 25 gennaio 1999 ritirato)
- António Vitalino Fernandes Dantas, O.Carm. (25 gennaio 1999 - 3 novembre 2016 ritirato)
- José dos Santos Marcos (3 novembre 2016 succeduto - 21 marzo 2024 dimesso)
- Fernando Maio de Paiva, dal 21 marzo 2024

## Statistiche
La diocesi nel 2022 su una popolazione di 211.707 persone contava 174.874 battezzati, corrispondenti all'82,6% del totale.
| anno | popolazione | popolazione | popolazione | presbiteri | presbiteri | presbiteri | presbiteri                | diaconi | religiosi | religiosi | parrocchie |
| anno | battezzati  | totale      | %           | numero     | secolari   | regolari   | battezzati per presbitero | diaconi | uomini    | donne     | parrocchie |
| ---- | ----------- | ----------- | ----------- | ---------- | ---------- | ---------- | ------------------------- | ------- | --------- | --------- | ---------- |
| 1949 | 258.595     | 334.504     | 77,3        | 46         | 43         | 3          | 5.621                     |         | 2         | 36        |            |
| 1958 | 290.189     | 352.956     | 82,2        | 59         | 57         | 2          | 4.918                     |         | 2         | 35        | 116        |
| 1969 | 309.285     | 340.400     | 90,9        | 77         | 72         | 5          | 4.016                     |         | 7         | 101       | 42         |
| 1980 | 234.000     | 272.000     | 86,0        | 69         | 58         | 11         | 3.391                     |         | 14        | 111       | 115        |
| 1990 | 229.000     | 247.800     | 92,4        | 64         | 50         | 14         | 3.578                     |         | 15        | 82        | 120        |
| 1999 | 190.000     | 226.000     | 84,1        | 54         | 42         | 12         | 3.518                     | 4       | 13        | 85        | 117        |
| 2000 | 190.000     | 226.000     | 84,1        | 56         | 44         | 12         | 3.392                     | 4       | 13        | 85        | 117        |
| 2001 | 190.000     | 226.000     | 84,1        | 58         | 41         | 17         | 3.275                     | 4       | 17        | 82        | 117        |
| 2002 | 184.194     | 220.194     | 83,7        | 56         | 39         | 17         | 3.289                     | 7       | 20        | 81        | 118        |
| 2003 | 184.194     | 220.194     | 83,7        | 58         | 41         | 17         | 3.175                     | 4       | 17        | 82        | 118        |
| 2004 | 184.194     | 220.794     | 83,4        | 58         | 40         | 18         | 3.175                     | 4       | 18        | 80        | 119        |
| 2006 | 184.900     | 221.700     | 83,4        | 55         | 42         | 13         | 3.361                     | 5       | 14        | 71        | 119        |
| 2012 | 186.100     | 223.200     | 83,4        | 55         | 43         | 12         | 3.383                     | 5       | 12        | 59        | 119        |
| 2015 | 174.200     | 209.800     | 83,0        | 55         | 42         | 13         | 3.167                     | 10      | 14        | 48        | 120        |
| 2018 | 175.496     | 211.496     | 83,0        | 52         | 44         | 8          | 3.374                     | 10      | 9         | 41        | 120        |
| 2020 | 174.900     | 211.750     | 82,6        | 52         | 45         | 7          | 3.363                     | 14      | 7         | 33        | 120        |
| 2022 | 174.874     | 211.707     | 82,6        | 50         | 41         | 9          | 3.497                     | 14      | 9         | 32        | 121        |